# Bluie East Two

i7
i11
i13
Das Bluie East Two (auch Ikkatteq; kurz: BE-2) war von 1942 bis 1947 ein Militärflugplatz der United States Army Air Forces im heutigen Distrikt Ammassalik im Osten Grönlands.

## Lage
Der Flugplatz lag an der Nordküste des namengebenden Sunds Ikkatteq, der die Insel Qiianarteq vom Festland abtrennt. 16,5 km westsüdwestlich liegt Kuummiit und 14 km ostsüdöstlich Sermiligaaq. Der Flugplatz ist nicht mit dem im selben Distrikt liegenden Dorf Ikkatteq, der am Eingang des Sermilik-Fjords liegt, zu verwechseln.

## Geschichte

### Nutzung im Zweiten Weltkrieg
Nachdem Grönland im Zweiten Weltkrieg vom ab dem 9. April 1940 besetzten Dänemark abgeschnitten worden war, genehmigte Henrik Kauffmann ein Jahr später am 9. April 1941 den Vereinigten Staaten die Errichtung von Militärstützpunkten in Grönland. Nachdem im Herbst 1941 die ersten beiden Wetterstationen im heutigen Narsarsuaq und Kangerlussuaq errichtet wurden, die später zu Flugplätzen ausgebaut wurden, erreichten zwei Schiffe der United States Coast Guard im November 1941 Tasiilaq und errichteten eine erste Wetterstation an der Ostküste. Von dort aus wurde mit Hundeschlitten nach einer geeigneten Stelle für einen Flugplatz gesucht und Ikkatteq ausgewählt.
1942 wurde die Wetterstation dorthin versetzt und im Folgejahr war die 1500 m lange Landebahn fertiggestellt. Etwa 800 Soldaten wurden in Ikkatteq stationiert. Der Grund für die abgelegene Platzierung war, dass die grönländische Bevölkerung nicht durch die Militäraktivitäten beeinflusst werden sollte. Allerdings war der Sund ein Jagdgebiet der Tunumiit, die bisher noch besonders traditionell lebten. Sie kamen nun in Kontakt mit einer westlichen Lebensweise und ließen sich in der Nähe der Militärbasis nieder und suchten dort Arbeit. Dies führte zum Rückgang der wirtschaftlichen Erträge, da die Männer nicht mehr der Jagd nachgingen. Einige Grönländerinnen bekamen Kinder mit den Soldaten (wie bspw. der Politiker Anders Andreassen). 1945 musste der Kolonialverwalter der Bevölkerung mit der Konfiszierung von Hundeschlitten und Kammit drohen, falls sie sich weiterhin in der Nähe der Basis aufhalten sollten, woran sie sich nicht hielten. Erst nachdem drei Grönländer durch gefundenes verdorbenes Essen gestorben waren, wurde das Verbot strikter durchgesetzt.
Bluie East Two sollte als Notlandeplatz dienen, falls die Wetterbedingungen eine Landung in Westgrönland unmöglich machten. Darüber hinaus sollte die Station eigentlich als Auftankzwischenlandeplatz für Flüge nach Europa dienen, aber die klimatischen Bedingungen machten dies nahezu unmöglich. Von Bluie East Two aus lief ein Angriff auf das Unternehmen Holzauge, der aber wetterbedingt ebenfalls scheiterte. Nach Kriegsende wurde Bluie East Two bedeutungslos und wurde 1947 geschlossen, wobei die Infrastruktur und andere Hinterlassenschaften einfach zurückgelassen wurden.

### Nach der Schließung
1956 wurde die verlassene Militärbasis noch einmal zur Errichtung des Flughafens Kulusuk im Kalten Krieg benutzt. Auch französische Forscherteams flogen Bluie East Two für ihre Expeditionsreisen an. Kurzzeitig wurde erwogen, Ikkatteq weiterhin zu nutzen, indem man daraus ein Hotel oder gar eine Stadt errichtet, aber die Ideen wurden verworfen.

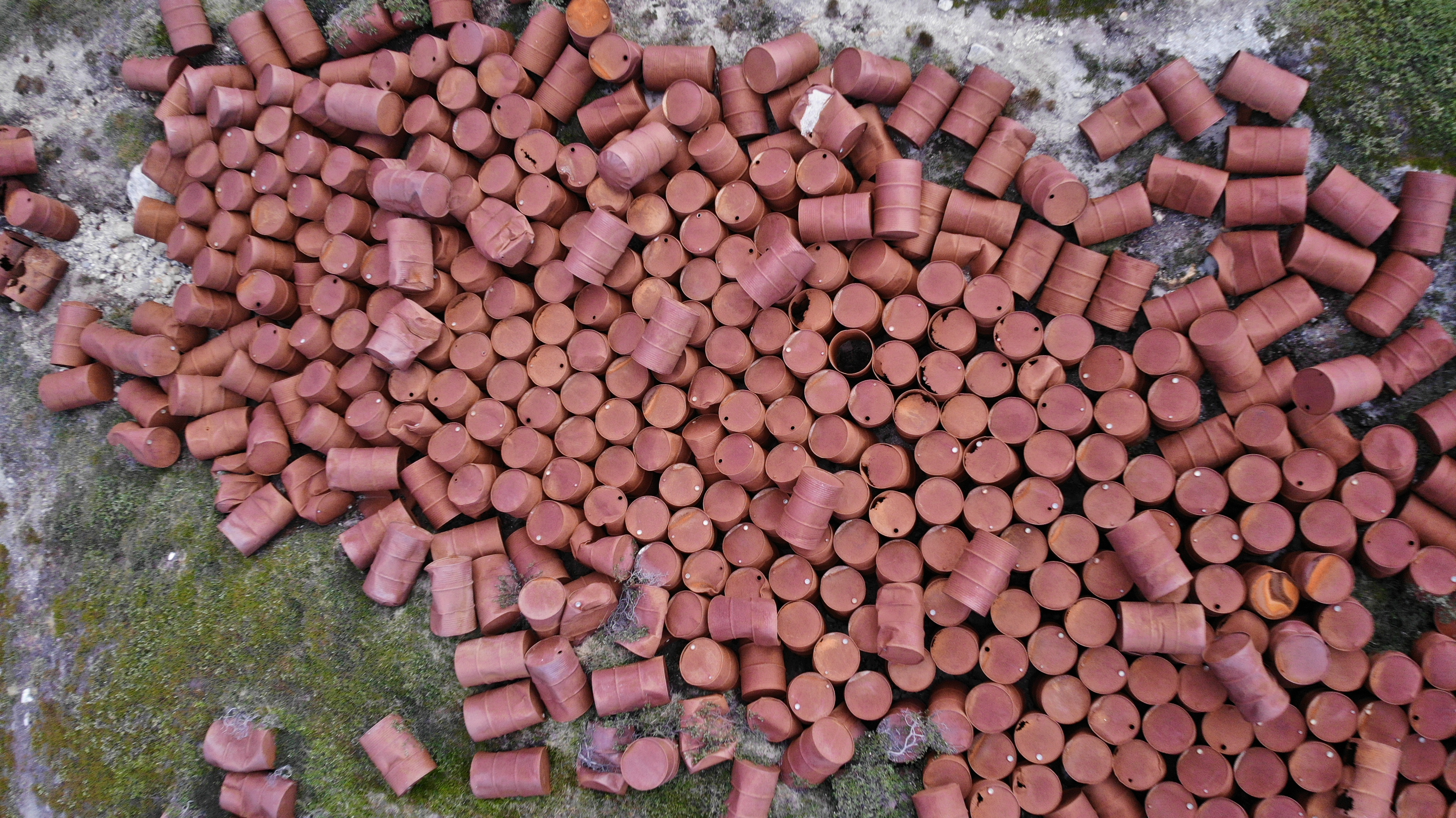
Zurückgelassene Ölfässer

In den folgenden Jahren wurde ein großer Teil der Hinterlassenschaften von der grönländischen Bevölkerung geplündert. Manche der Gebäude wurden versetzt, um sie weiterverwenden zu können, wie beispielsweise die Diskothek in Tasiilaq. Noch Jahrzehnte waren in Ikkatteq Spuren militärischer Benutzung zu sehen wie verrostete Fahrzeuge und 200.000 Ölfässer, die für große Umweltschäden im Sund sorgten. Es herrschte Uneinigkeit über die Verantwortung für die Beseitigung der Umweltverschmutzung. Während Dänemark von den Vereinigten Staaten das Aufräumen der früheren Militärbasen fordert, berufen diese sich auf einen Vertrag von 1951, nachdem die USA auch rückwirkend nicht verpflichtet sind, die genutzten Gebiete im Originalzustand zurückzulassen. Erst im Januar 2018 beschloss die dänische Regierung Geld bereitzustellen, um Ikkatteq und die anderen verlassenen Militärstationen aufzuräumen. Im Spätsommer 2019 begannen die Aufräumarbeiten in Ikkatteq, wobei die ersten 10.000 Fässer entfernt wurden. 2021 schlug die Kommuneqarfik Sermersooq vor, Teile des Metallschrotts liegen zu lassen und Ikkatteq als Touristenattraktion zu nutzen.